# Fescoggia
Fescoggia é uma comuna da Suíça, no Cantão Tessino, com cerca de 102 habitantes. Estende-se por uma área de 2,5 km², de densidade populacional de 41 hab/km². Confina com as seguintes comunas: Breno, Cademario, Mugena, Vezio.
A língua oficial nesta comuna é o Italiano.